# Начо Начов
 Тази статия е за българският просветен деец.  За българския писател вижте Никола Начов.  
Никола (Начо) Анастасов Начов е български политик, книжовник, общественик. Начов е изследовател на българските писмени паметници, учебното дело в България и езикови проблеми, действителен член на Българското книжовно дружество от 1898 г.

## Биография
Роден е в 1853 година в Ески Заара. От 1870 до 1878 година е учител в Чирпан, Стара Загора и Горна Оряховица. В 1871 година издава „Кратка българска граматика“.
След Руско-турската война е секретар на окръжния началник в Мустафа паша (1878 – 1879), а от 1879 до 1884 г. е околийски началник в Източна Румелия – Ихтиман, Нова Загора и Сливен. В 1884 – 1885 година е главен секретар и директор на вътрешните работи в столицата Пловдив. В 1879 година издава „Писма на един „румелийски“ българин“.
В 1887 година заминава за руската столица, където учи в Историко-филологическия факултет на Санктпетербургския университет до 1888 г.
Между 1888 и 1891 година е директор на Солунската българска мъжка гимназия. От 1891 до 1898 г. е директор на Девическата гимназия във Варна. Издава „Тиквешки ръкопис“ (1892 – 1894), „Критични бележки върху книжовния ни език“ (1898) и „Из историята на гимназията 1883 – 1896, с поглед върху възраждането на българщината и развитието на църковно-училищното дело във Варна“ (1898). В 1897 година издава в София и (от книжка 7 – 8) в Пловдив „Цвят“ – научно-литературно списание за младежи, на което е стопанин и отговорен редактор.
В 1898 година заминава за Цариград и става капукехая (представител при Високата порта) на Българската екзархия, като остава на поста до 1909 г. Там издава „Време и живот на Св. Борис Михаила, господар и просветител български“ (1901), „Поглед върху деятелността на Българската екзархия 1877 – 1902“ (1902), „Протестът на Цариградската патриаршия до Великата порта и посланиците на великите сили в Цариград. По повод последните събития в Македония и Одринско“ (1903).
В 1898 година е избран за действителен член на БКД. В 1908 година става член на Руския археологически институт в Цариград.
В 1908 година е избран за народен представител в XIV обикновено народно събрание.
Пише във вестниците „Македония“, „Напредък“, и „Право“ и в списанията „Книжици за прочит“, „Наука“, „Читалище“ и други.

## Избрани прозведения
- Писма на един „румелийски“ българин.   Пловдив, Русчук, Солун, Христо Г. Данов, 1879.
- Виноградов, Павел Гаврилович. Всеобща история, части 1-3, превод Начо Анастасов Начов.   Пловдив, Христо Г. Данов, 1895-1897.
- Време и живот на Св. Борис Михаила, господар и просветител български.   Варна, Свещеническото дружество „Свети Цар Борис“, 1901.